# الغواصة الألمانية يو-1171
غواصة يو-1171 غواصة يو بوت ألمانية من الفئة السابعة سي/41 بنيت لسلاح بحرية ألمانيا النازية كريغسمارينه، في أحواض شيتشاو-فيرك خلال الحرب العالمية الثانية.